# Бител (Елбе)
Бител (њем. Büttel) општина је у њемачкој савезној држави Шлезвиг-Холштајн. Једно је од 112 општинских средишта округа Штајнбург. Према процјени из 2010. у општини је живјело 42 становника. Посједује регионалну шифру (AGS) 1061020.

## Географски и демографски подаци
Бител се налази у савезној држави Шлезвиг-Холштајн у округу Штајнбург. Општина се налази на надморској висини од 1 метара. Површина општине износи 11,1 km². У самом мјесту је, према процјени из 2010. године, живјело 42 становника. Просјечна густина становништва износи 4 становника/km².